# Charlie Jenkins
Pour les articles homonymes, voir Charles Jenkins (homonymie) et Jenkins.
Charles Lamont « Charlie » Jenkins Sr. (né le 7 janvier 1934 à New York) est un athlète américain, spécialiste du 400 mètres et vainqueur de deux médailles d’or aux Jeux olympiques de Melbourne en 1956. Il est le père de Chip Jenkins.

## Biographie
Né à New York, Charlie Jenkins est un membre éminent de l’équipe de Villanova's track entre 1955 et 1957.
Entraîné par Jumbo Elliott, Jenkins remporte le titre national AAU sur 440 yd (402 m) en 1955. Néanmoins aux Jeux de Melbourne, tous les yeux sont fixés sur Lou Jones, le coéquipier de Jenkins dans l’équipe américaine. Jones est en effet, à l’époque, le recordman du monde de la distance. Il a également gagné les sélections olympiques au cours desquelles Jenkins a terminé à une lointaine troisième place.
À Melbourne, Jenkins atteint la finale après avoir terminé à nouveau troisième des deux séries. En finale cependant, une dernière ligne droite impressionnante lui permet de gagner la médaille d’or. Quelques jours plus tard, il remporte la médaille du relais 4 × 400 m avec ses compatriotes du relais américain.
Jenkins était aussi dominateur en salle. En 1955, 1957 et 1957, il remporte le titre national sur 600 yards (549 m). Il établit également un nouveau record du monde en salle du 500 yd (457 m).
Quand Elliott meurt en 1981, Jenkins le remplace en tant qu’entraîneur de Villanova. Il a alors en charge parmi ses athlètes son propre fils, Chip, qu’il amène à la troisième place des championnats NCAA en salle en 1986. Comme son père, Charles Jenkins devient médaillé d’or olympique, en tant que remplaçant, sur 4 × 400 m avec le relais américain lors deux Jeux de Barcelone en 1992. C'est la première fois qu'un père et son fils sont champions dans la même spécialité.

## Palmarès
| Date | Compétition     | Lieu      | Résultat | Épreuve   |
| ---- | --------------- | --------- | -------- | --------- |
| 1956 | Jeux olympiques | Melbourne | 1er      | 400 m     |
| 1956 | Jeux olympiques | Melbourne | 1er      | 4 × 400 m |